# سونگ‌ری
لی سونگ هیون (کره‌ای: 이승현؛ زادهٔ ۱۲. سامبر ۱۹۹۰) که بیشتر با نام‌های هنری سونگ‌ری (کره‌ای: 승리; lit. پیروزی) و وی. آی (انگلیسی: V.I) شناخته می‌شود، خواننده و ترانه‌پرداز سابق اهل کره جنوبی و عضو گروه پسرانه کره‌ای بیگ بنگ بوده است که توسط وای‌جی انترتینمنت شکل گرفت. او یکی از چهره‌های کلیدی رسوایی برنینگ سان بود و در سال ۲۰۲۰ به دلیل واسطه‌گری فحشا و اختلاس محکوم شد.
در اواسط دههٔ ۲۰۰۰، سونگ‌ری به عنوان یکی از اعضای گروه پسرانهٔ کره‌ای بیگ بنگ به شهرت رسید. با انتشار دومین آلبوم استودیویی گروه به نام به یادآور (۲۰۰۸)، که شامل یک اجرای انفرادی از سونگ‌ری بود، او شروع به نشان دادن تصویری بالغ‌تر از خود به عنوان یک هنرمند کرد. سونگ‌ری این تصویر را با انتشار آلبوم چندآهنگه موفق خود به نام وی.وی.آی. پی (۲۰۱۱) تقویت کرد. دو تک‌آهنگ این آلبوم «وی‌وی‌آی‌ی» و «چه کاری می‌تونم انجام بدم» بودند. دومین آلبوم چندآهنگه کره‌ای او به نام بیا درمورد عشق حرف بزنیم (۲۰۱۳) عملکرد بهتری داشت و با فروش ۸۰٬۰۰۰ کپی به دومین آلبوم شماره یک او تبدیل شد. تک‌آهنگ این آلبوم، «باید باهات حرف بزنم» بود که بعداً به همراه ترانه‌های قبلی او دوباره به زبان ژاپنی ضبط شد. او سپس نخستین آلبوم استودیویی کره‌ای خود به نام سونگ‌ری بزرگ (۲۰۱۸) منتشر کرد. خارج از فعالیت‌های موسیقی، او نخستین تجربه بازیگری خود را در موزیکال سوناگی در سال ۲۰۰۸ انجام داد و در فیلم‌های نوزده (۲۰۰۹) و چرا به خانه‌ام آمدی؟ (۲۰۰۹) ایفای نقش کرد. او بازی در مجموعه‌های تلویزیونی را با حضور در درام ژاپنی کیندایچی شونن نو جیکن‌بو (۲۰۱۳) آغاز کرد و سپس در مجموعه تلویزیونی کره‌ای چشم‌های فرشته (۲۰۱۴) ایفای نقش کرد.
در ۱۱ مارس ۲۰۱۹، سونگ‌ری پس از مطرح شدن اتهاماتی مبنی بر واسطه‌گری فحشا برای سرمایه‌گذاران در پروژه‌های تجاری‌اش، از گروه بیگ بنگ جدا شد و از دنیای سرگرمی کنار رفت. او به اتهام رشوه‌خواری جنسی و اختلاس متهم شد و پس از تحقیقات پلیس در مورد رسوایی برنینگ سان، در سال ۲۰۲۰ محکوم گردید. محاکمه نظامی سونگ‌ری در ۱۶ سپتامبر ۲۰۲۰ و در حین خدمت سربازی اجباری‌اش در کره جنوبی آغاز شد. او ۷ مورد از ۸ اتهام وارد شده علیه خود را رد کرد. دادگاه نظامی، سونگ‌ری را در تمام اتهاماتش گناهکار شناخت و در ۱۲ اوت ۲۰۲۱، به سه سال حبس و جریمه ۱٫۱۵ میلیارد وون (۹۷۰ هزار دلار آمریکا) محکوم کرد. این حکم در ۲۷ ژانویه ۲۰۲۲ به دلیل اعتراف او به گناه، به ۱۸ ماه کاهش یافت. در زمان کاهش حکم، سونگ‌ری به تمام اتهامات وارد شده علیه خود اعتراف کرد و گفت که «در مورد اعمالش تأمل خواهد کرد». او در ۹ فوریه ۲۰۲۳ از زندان آزاد شد.